# Lintneria lugens
Lintneria lugens là một loài bướm đêm thuộc họ Sphingidae. Nó được tìm thấy ở México, Honduras và Nicaragua.
It is similar to Lintneria eremitus, but larger. There are small black spots on the pale abdomen underside. The forewing upperside is blackish grey và there are two narrow, faint median bands on the forewing underside.
Có một lứa một năm con trưởng thành bay từ tháng 7 đến tháng 9.
Ấu trùng ăn Wigandia urens.
<gallery mode=packed   heights="180px">
Lintneria lugens - MHNT Cut 2010 0 472 - Mexico Mexique - Female dorsal.jpg| Lintneria lugens  ♀ 
Lintneria lugens - MHNT Cut 2010 0 472 - Mexico Mexique - Female ventral.jpg|Lintneria lugens  ♀ △
</gallery